# عور (روستا)
 عور  (در عربی:  العَوْر )
نام روستایی است در عزلهٔ (مخلاف العود)، در دهستان الغُربان از توابع استان 
عَدَن در کشور یمن در شبه جزیره عربستان. 

## جمعیت
جمعیت آن (۱۰۷ ) نفر (۹ خانوار) می‌باشد.